# ناتامپانای
ناتامپانای (به انگلیسی: Nathampannai) یک منطقهٔ مسکونی در هند است که در بخش پدوکوتائی واقع شده‌است. ناتامپانای ۶٬۳۹۸ نفر جمعیت دارد.